# Мильбрадт, Георг
Георг Ми́льбрадт (нем. Georg Milbradt; род. 23 февраля 1945, Эслоэ) — немецкий политик, член ХДС. Премьер-министр Свободного государства Саксония в 2002—2008 годах.

## Биография
В 1964—1968 годах Мильбрадт обучался на экономическом факультете в Вестфальском университете имени Вильгельма. В 1970—1980 годах являлся научным сотрудником этого университета: в 1973 году получил докторскую степень, а затем прошёл через процедуру хабилитации в 1980 году. В 1980—1984 годах Мильбрадт занимал должность преподавателя по финансам и политической экономии в Майнцском университете. В 1985 году получил звание профессора экономического факультета Вестфальского университета имени Вильгельма.
Георг Мильбрадт женат с 1975 года. У него двое детей.

## Политическая карьера
С 1973 года Мильбрадт является членом партии ХДС. В 1983—1990 годах возглавлял финансовый департамент Мюнстера, а затем с 1990 по январь 2001 года являлся министром финансов Саксонии, но был отстранён от должности премьер-министром Куртом Биденкопфом. 18 апреля 2002 года Георг был избран премьер-министром Саксонии несмотря на явное противодействие Биденкопфа. В апреле 2008 года Мильбрадт объявил, что уходит в отставку с должности в конце мая.